# Old Tappan
Old Tappan – miasto w Stanach Zjednoczonych, w stanie New Jersey, w hrabstwie Bergen. W 2010 roku liczyło 5750 mieszkańców.